# 罗范群

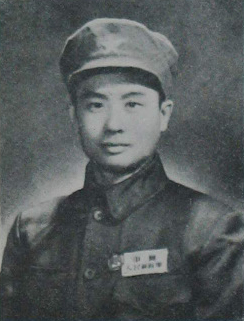

罗范群（1917年5月28日—1994年8月14日）又名严峰，曾用名罗涛康，广东梅县人。中国共产党官员，曾任粤中人民抗日解放军政治委员、中共汕头市委书记、汕头市市长、中共广州市委副书记兼广州市革命委员会副主任、第四届广东省政协副主席。

## 生平
1917年5月28日，罗范群出生。从梅县县立第五中学毕业后，罗范群在蕉岭新铺中学附属小学任教员。1934年秋，入国立中山大学文理学院学习。在校期间，参加了中国共产党的外围组织“时事研究小组”，后来加入广东反帝反法西斯大同盟，参加学生运动。1936年9月，加入中国共产党。1936年10月，担任国立中山大学中共学生支部书记，任职期间当选为广州学生联合会筹委会主席，广州学生联合会成立后担任中共支部书记。
1936年12月，罗范群任中共广州市工作委员会宣传部长、组织部长。1937年10月，任中共广州市工委代理书记。1938年1月，任中共广东省委候补委员。1938年4月，根据中共中央和中共中央长江局的指示，撤销南委，组建新的中共广东省委，罗范群任中共广东省委委员兼中共广州市委书记。1938年10月，赴开平创建中共西南特委（1939年1月改称中共广东中区特委），并任书记。1939年9月，再度当选为中共广东省委委员，并且当选为出席中共七大的候补代表。在此之前，再度出任中共广州市委书记。
1940年6月，罗范群任中共南（海）番（禺）中（山）顺（德）中心县委书记，领导创建抗日武装，在珠江三角洲开展敌后游击战，逐渐建立了以南海县为中心的南（海）顺（德）抗日根据地。1942年1月，任东江军政委员会委员兼南番中顺游击指挥部政治委员。1943年3月，中共广东省委决定撤销南（海）番（禺）中（山）顺（德）中心县委，成立南番中顺临时工作委员会，由罗范群任书记。
1944年7月，罗范群当选为中共广东区党委委员。1944年10月，南番中顺抗日游击武装扩编为广东人民抗日游击队中区纵队，罗范群任广东人民抗日游击队中区纵队政治委员，和司令员林锵云率该纵队主力大队进军粤中，开辟了依托皂幕山、志香山的新（会）高（明）鹤（山）抗日游击区，以及以台山县隆洞为中心的滨海抗日游击区。1944年12月，任粤中人民抗日解放军政治委员，和司令员梁鸿钧率部在粤中转战，直到1945年抗日战争胜利。
1945年10月，罗范群任中共广东中区临时特委书记。1946年7月，率领粤中人民抗日解放军部分人员与东江纵队主力共同向北撤往山东解放区，并任东江纵队北撤军政委员会委员。北撤的部队到达山东烟台解放区之后，任中共东纵临时委员会常委、常务委员会书记。1945年11月，入中共中央华东分局党校学习，后来任中共中央华东分局党校校务委员兼2队支部书记。1946年冬，到河北省建屏县参加土改，任河北省建屏县洪子店区委委员兼土改工作组组长。1948年11月，进入华北军政大学学习，后来担任华北军政大学政治部教育部副部长。1949年9月，作为华南人民解放军的代表，参加了中国人民政治协商会议第一届全体会议。此后，率领南方工作干部大队回到广东，并担任南下大队党支部书记。
中华人民共和国成立后，罗范群1949年11月任汕头市军管会主任，不久任中共汕头市委书记。1950年3月，任中共潮汕地委副书记兼汕头市市长。1952年12月，任中共汕头地委第二书记。1954年9月，任中共粤东区委员会第一副书记、粤东行署专员，兼中共汕头市委书记。1956年7月，当选为中共广东省委候补委员。1956年11月，任中共广东省委统战部副部长，兼中共广东省委对资改造办公室主任。1958年11月，任中共广东省委统战部长、广东省政协副主席兼党组书记。1959年春，当选为第二届全国人大代表。1960年8月，任广东省人民委员会秘书长，1961年11月任广东省副省长兼财经委员会主任。后来递补为中共广东省委委员。1965年2月，任中共广东省委常委。1966年2月，任广东省人民委员会党组副书记。
“文化大革命”初期，罗范群被下放英德省直五七干校劳动。1972年7月，任中共惠阳地委副书记兼惠阳市革命委员会副主任。同年11月，调任中共广州市委常委；同年12月起，担任中共广州市委副书记兼广州市革命委员会副主任、中国出口商品交易会副主任。1973年1月，兼任广州市革命委员会办事组党委书记。1977年12月，出任广东省第四届政协副主席。任内，罗范群对广州市的侨务工作十分关心，多次接待邓焜、许志俭等人，商谈捐建养鸡场事宜，并亲自主持创建了“文化大革命”后第一个机械化养鸡场。1979年9月，罗范群召集广州市建委等11个单位的领导开会讨论侨汇建房事宜，决定划拨土地兴建“文化大革命”后的第一座新村——流花华侨新村。1981年1月，罗范群兼任中共广州市委党史资料征集研究委员会副主任。1983年8月，调任中共广东省委顾问委员会常委。
1994年8月14日，罗范群在广州病逝。